# ナスルーラ
ナスルーラ (Nasrullah) は、イギリス生産の競走馬、種牡馬。イギリスとアメリカ合衆国で種牡馬として供用され、大きな成功を収めた。イギリス・アイルランドで1回、北アメリカで4回のリーディングサイアーを獲得。欧米双方でリーディングサイアーとなった最初の種牡馬であり、子孫にも数々の活躍馬を輩出してナスルーラ系と称されるサイアーラインの祖となった。

## 馬名
「ナスルーラ」はアラビア語の複合男性名 نصر الله（アラビア語：نَصْرُ اللهِ, Naṣr Allāh, 実際の発音：Naṣrullāh, ナスルッラー）が由来。ナスルーラはその英語発音を元にカタカナ化したものとなっている。
イスラームの聖典クルアーン（コーラン）にも複数回登場する表現で、「神の助け、神による助力」ないしは「神の勝利、神による勝利、神の助けによりもたらされる勝利」を意味する。
本項目の競走馬・種牡馬名称としては海外で「victory of God」（神の勝利）などと説明されている。日本では「ナスルーラはアラビア語で"偉大なる"を意味する」との通説があるが、実際のアラビア語にそのような意味はない。

## 経歴
1940年、母ムムタズベグムが種付け準備のために送られたイギリスの牧場で生まれる。幼駒時代から肩から後躯にかけて発達した好馬体を持っていたが、同時に非常に悍性のきつい馬でもあった。

### 戦績
1942年にアーガー・ハーン3世の専属調教師フランク・バターズの厩舎に入り、同年6月12日にデビュー。このレースでは3着に終わった。2戦目のコヴェントリーステークスで初勝利を挙げ、2頭立てとなった3戦目のグレートラブリーステークスを4馬身差で勝利し連勝。8月末に当時の2歳王者決定戦であったミドルパークステークスに出走した。この競走では1番人気に支持されたが、ゴール前の追い込みがクビ差届かず2着に終わった。しかしシーズン終了後にはこの年のイギリス最優秀2歳牡馬に選出され、ジョッキークラブが発表した2歳フリーハンデでは、同競走の優勝馬リボンに次ぐ132ポンドという評価を与えられた。
翌1943年、クラシック競走初戦・2000ギニーの2週間前に、前哨戦として下級競走で復帰。鞍上にはゴードン・リチャーズを迎えた。パドックからコースへ向かう途中で柱立し、発走を8分遅らせる騒動を起こしたが、レースは先行馬を半馬身捉えて優勝した。続く2000ギニーでも出走が危ぶまれるほどの反抗を見せた、どうにか出走することはできたもののレースでは先頭で迎えたゴール前で突如として失速し、後続馬3頭に交わされて4着に終わった。続く「ニューダービー」でも、直線で先頭に立った瞬間にスピードを緩め、ストレイトディールの3着に終わる。次走の下級競走には勝利したが、鞍上をマイケル・ベアリーに替えて臨んだ「ニューセントレジャー」では、一度も先頭に立つことなく6着に敗れた。ナスルーラは10月のチャンピオンステークスを優勝したのを最後に競走馬を引退し、種牡馬となった。

### 種牡馬時代
競走馬引退後は、サフォーク州のバートングランジ・スタッドに繋養されたが、2年目に1万9000ギニーで売却されアイルランドのブラウンズタウンスタッドに移った。初年度産駒からアイリッシュダービーに優勝したナッソー、牝馬二冠を達成したムシドラ等を輩出。さらにアメリカに渡ったヌーアが同地で際だった活躍を見せ、これに目を付けたクレイボーンファームのアーサー・ボイド・ハンコック2世がナスルーラ購買を申し入れ、1950年、3万7000ドルで売却されアメリカへ渡った。この翌年、英愛で初のリーディングサイアーを獲得。さらにヨーロッパでの最終世代から誕生したネヴァーセイダイが、エプソムダービー、セントレジャーステークスに優勝した。
アメリカにおいても、初年度産駒から1954年の全米年度代表馬ナシュアを輩出。その1954年に生まれたボールドルーラーもプリークネスステークス、サバーバンハンデキャップなど数々の大競走に優勝した。これらの活躍により1955年、1956年と2年連続のリーディングサイアーを獲得。英愛・米の双方でリーディングを獲得した最初の種牡馬となった。種牡馬となった当初、ナスルーラの種付け料は198ギニーであったが、1956年にはアメリカで競売にかけられた種付け株が6万5000ドルで落札されるほどに種牡馬としての価値が高騰していた。
1959年春、放牧中に動脈破裂を起こして急死。亡骸はクレイボーンファームに埋葬された。この時クレイボーンファームがナスルーラにかけていた保険金は60万ドルにものぼった。死後も残された産駒が大きな活躍を見せ、1959年、1960年、1962年と北米リーディングサイアーを獲得している。

## 血統の影響
死後も「種牡馬の父」として大きな影響力を保持、直子だけでも英愛でネヴァーセイダイ、ネヴァーベンド、北米でボールドルーラーがそれぞれリーディングサイアーとなり、また競走馬としては大競走を勝つことのなかったグレイソヴリン、プリンスリーギフト、レッドゴッドといった産駒も種牡馬となっては優秀な産駒を数々輩出した。ナスルーラの父系は世界的な系統として定着、特に通算8回のリーディングを獲得したボールドルーラーの系統は、アメリカにおいて旧来の血統を駆逐し、主流血脈となるに至った。1990年代を迎えるまでに、英愛、米、日本で、8頭の子孫がリーディングサイアーを獲得している。また日米でナスルーラ系のセクレタリアト、シアトルスルー、ミスターシービーが三冠馬となっている。
1990年代以降はノーザンダンサー、ミスタープロスペクター系統の急速な台頭により父系直系の勢いは弱まりつつあるが、21世紀以降もインヴァソールがブリーダーズカップ・クラシックやドバイワールドカップを勝ち、バゴやダラカニやサキーが凱旋門賞を勝利している。
しかし、2010年以降は父系直系の多くが活躍馬を出せなくなり、急速に失速している。ヨーロッパではイギリスで駆逐が進み滅多に見かけなくなった一方で、フランスにおいてはルアーヴル、ケンダルジャンらが複数のG1優勝馬を輩出し、リーディングサイアーランキングの上位で健闘している。北米においても劣勢だが、1980年代以降縮小していたボールドルーラー系のうち、シアトルスルーからエーピーインディを経た系統が21世紀に入り再度拡大に成功、この系統が現在のナスルーラ系の大部分を占めている。2014年にアメリカでナスルーラ系が勝った重賞は73であるが、うち82%にあたる60がボールドルーラー系（それも大半はエーピーインディ系）によるものである。ボールドルーラー系以外では、グレイソヴリン系のアンクルモーが2015年アメリカ2歳種牡馬チャンピオンとなっており人気がある。
またミスタープロスペクターやオーサムアゲインやラムタラをはじめ、母系血統にナスルーラの血を受ける種牡馬や名競走馬は数々上げられる。

## 主な産駒
- 1945年産
  - Noor（ハリウッドゴールドカップ、サンタアニタハンデキャップ、サンファンカピストラーノハンデキャップ）
  - Musidora（1000ギニー、エプソムオークス）
  - Nathoo（アイリッシュダービー）
  - Golstan（ジャック・ル・マロワ賞）
- 1947年産
  - Tambara（コロネーションステークス）
- 1948年産
  - Belle of All（1000ギニー、チェヴァリーパークステークス、コロネーションステークス）
  - Zucchero（コロネーションカップ）
  - Grey Sovereign（種牡馬。詳細は同馬の項を参照のこと）
- 1950年産
  - Nearula（ミドルパークステークス、2000ギニー、チャンピオンステークス）
- 1951年産
  - Never Say Die（エプソムダービー、セントレジャーステークス）
  - Mister Gus（ウッドワードステークス、サンアントニオハンデキャップ）
  - Princely Gift（種牡馬。詳細は同馬の項を参照のこと）
- 1952年産
  - Nashua（重賞競走19勝。詳細は同馬の項を参照のこと）
  - Flying Fury（シャンペンステークス、マンハッタンハンデキャップ）
  - Jeans Joe（サンフェリペハンデキャップ）
- 1953年産
  - Glamour（テストステークス）
  - Nasrina（フリゼットステークス）
- 1954年産
  - Bold Ruler（重賞競走15勝。詳細は同馬の項を参照のこと）
  - Red God（種牡馬。ブラッシンググルーム、イエローゴッドの父）
- 1955年産
  - Bold Eagle（ワシントンD.C.インターナショナル2回、サバーバンハンデキャップ、ワイドナーハンデキャップ、マンハッタンハンデキャップ）
  - Bug Brush（サンタマルガリータハンデキャップ、サンアントニオハンデキャップ、サンタモニカハンデキャップ）
  - Fleet Nasrullah（カリフォルニアンステークス）
  - Nadir（アメリカンダービー）
  - Victory Morn（ドワイヤーハンデキャップ）
- 1956年産
  - On-and-on（ブルックリンハンデキャップ）
- 1958年産
  - Tutankhamen（マンハッタンハンデキャップ）
- 1959年産
  - Jaipur（ホープフルステークス、ベルモントステークス、トラヴァーズステークス、ウィザーズステークス、）
- 1960年産
  - Never Bend（シャンペンステークス、フューチュリティステークス）
  - Nasram（キングジョージ6世&クイーンエリザベスステークス）

## 主要サイアーライン
- ナスルーラ系
  - グレイソヴリン系
  - ボールドルーラー系
  - ネヴァーベンド系
    - ミルリーフ系

  - レッドゴッド系
    - ブラッシンググルーム系

  - プリンスリーギフト系
    - テスコボーイ系

## 血統表
| ナスルーラの血統          | ナスルーラの血統                             | ナスルーラの血統                             | （血統表の出典）                             | （血統表の出典） |
| 父系                      | ネアルコ系                                   | ネアルコ系                                   | ネアルコ系                                   |                  |
| 父 Nearco 1935 黒鹿毛     | 父の父Pharos 1920 鹿毛                       | Phalaris                                     | Polymelus                                    | Polymelus        |
| 父 Nearco 1935 黒鹿毛     | 父の父Pharos 1920 鹿毛                       | Phalaris                                     | Bromus                                       |                  |
| 父 Nearco 1935 黒鹿毛     | 父の父Pharos 1920 鹿毛                       | Scapa Flow                                   | Chaucer                                      | Chaucer          |
| 父 Nearco 1935 黒鹿毛     | 父の父Pharos 1920 鹿毛                       | Scapa Flow                                   | Anchora                                      |                  |
| 父 Nearco 1935 黒鹿毛     | 父の母Nogara 1928 鹿毛                       | Harvesac                                     | Rabelais                                     | Rabelais         |
| 父 Nearco 1935 黒鹿毛     | 父の母Nogara 1928 鹿毛                       | Harvesac                                     | Hors Concours                                |                  |
| 父 Nearco 1935 黒鹿毛     | 父の母Nogara 1928 鹿毛                       | Catnip                                       | Spearmint                                    | Spearmint        |
| 父 Nearco 1935 黒鹿毛     | 父の母Nogara 1928 鹿毛                       | Catnip                                       | Sibola                                       |                  |
| 母 Mumtaz Begum 1932 鹿毛 | 母の父Blenheim 1927 黒鹿毛                   | Blandford                                    | Swynford                                     | Swynford         |
| 母 Mumtaz Begum 1932 鹿毛 | 母の父Blenheim 1927 黒鹿毛                   | Blandford                                    | Blanche                                      |                  |
| 母 Mumtaz Begum 1932 鹿毛 | 母の父Blenheim 1927 黒鹿毛                   | Malva                                        | Charles o'Malley                             | Charles o'Malley |
| 母 Mumtaz Begum 1932 鹿毛 | 母の父Blenheim 1927 黒鹿毛                   | Malva                                        | Wild Arum                                    |                  |
| 母 Mumtaz Begum 1932 鹿毛 | 母の母Mumtaz Mahal 1921 芦毛                 | The Tetrarch                                 | Roi Herode                                   | Roi Herode       |
| 母 Mumtaz Begum 1932 鹿毛 | 母の母Mumtaz Mahal 1921 芦毛                 | The Tetrarch                                 | Vahren                                       |                  |
| 母 Mumtaz Begum 1932 鹿毛 | 母の母Mumtaz Mahal 1921 芦毛                 | Lady Josephine                               | Sundridge                                    | Sundridge        |
| 母 Mumtaz Begum 1932 鹿毛 | 母の母Mumtaz Mahal 1921 芦毛                 | Lady Josephine                               | Americus Girl F-No.9-c                       |                  |
| 5代内の近親交配           | Canterbury Pilgrim 5×5、St.Simon 5×5（父内） | Canterbury Pilgrim 5×5、St.Simon 5×5（父内） | Canterbury Pilgrim 5×5、St.Simon 5×5（父内） |                  |

父ネアルコについては同馬の項を参照のこと。曾祖母レディジョセフィン、祖母ムムタズマハルは、いずれもその産駒から優秀な競走馬、種牡馬、繁殖牝馬を数々輩出し、1900年代半ば以降のサラブレッド競走馬の資質向上に大きな影響を与えた。本馬の近親にも数々の名馬がいるが、比較的近しい血統で、 1936年のエプソムダービー優勝馬、1946年に北米リーディングサイアーも獲得したマームード（従兄）、こちらも世界的なサイアーラインを築いているロイヤルチャージャー（甥）、重賞競走10勝を挙げたアバーナント（甥）、キングズスタンドステークス等の優勝馬パラリーヴァ（姪）などがいる。